# Automne (film)
Pour l’article homonyme, voir Automne (homonymie).
Pour plus de détails, voir Fiche technique et Distribution.
Automne (Осень, Osen) est un film soviétique réalisé par Andreï Smirnov, sorti en 1974,.

## Synopsis
Le film décrit le séjour à la campagne de deux anciens amants qui se sont retrouvés de façon fortuite après avoir vécu chacun de leur côté un mariage infructueux.

## Fiche technique
- Titre français : Automne
- Titre original : Осень
- Réalisation : Andreï Smirnov
- Scénario :Andreï Smirnov
- Photographie : Alexandre Kniajinski
- Musique : Alfred Chnitke
- Décors : Alexandre Boïm, Svetlana Olchevskaia
- Montage : L. Raieva
- Son : Yan Pototsky
- Production : Mosfilm
- Pays : URSS
- Sortie : 1974

## Distribution
- Natalia Rudnaïa : Sacha, ingénieur
- Leonid Koulagine : Ilya, médecin
- Natalia Goundareva : Dousia
- Aleksandre Fatiouchine : Edouard, chauffeur
- Lioudmila Maksakova : Margot
- Armen Djigarkhanian : Victor Skobkine
- Iouri Kouzmenkov : sergent de police